# Society of American Archivists
La Society of American Archivists, abbreviata come SAA (lett. Società degli Archivisti Americani) è la più antica e più numerosa associazione di archivisti del Nord America, al servizio delle esigenze educative e informative di oltre 5.000 professionisti e membri istituzionali. Fondata nel 1936, l'organizzazione serve oltre 6.200 istituzioni individuali e membri.
La società pubblica vari periodici e organizza programmi di workshop professionali e incontri semestrali. Attualmente, i seminari sono tenuti in tutti gli Stati Uniti e si occupano di questioni quali la descrizione archivistica codificata, la digitalizzazione dei materiali d'archivio e la preservazione digitale. I programmi sono erogati on-demand online, in tempo reale online e de visu.

## Storia
La Society of American Archivist fu fondata nel 1936 contestualmente alla creazione degli Archivi Nazionali. L'organizzazione nacque in seguito allo scioglimento della Commissione degli Archivi Pubblici dell’Associazione Storica Americana. I primi giorni di vita dell'organizzazione furono pieni di difficoltà legate all'appartenenza e all'identità professionale. L’American Library Association creò una propria una commissione dedicata agli archivi, fatto che fu ritenuto irrispettoso da parte del presidente fondatore Albert R. Newsome.
Inoltre, esisteva una tensione fra due diversi approcci di gestione archivistica: quello legato alla tradizione degli archivi pubblici, sostenuto da Margaret Cross Norton, e quello della tradizione dei manoscritti storici come filosofia dominante. La tradizione degli archivi pubblici enfatizzava la gestione dei documenti e gli aspetti amministrativi del lavoro archivistico, mentre quella dei manoscritti storici si concentrava maggiormente sulla conservazione e sul mantenimento dei documenti importanti per scopi di ricerca. La tensione e il dibattito tra le due funzioni fondamentali degli archivi sarebbero continuati negli anni '50, condizionando le elezioni e la scelta dei luoghi delle riunioni annuali.
Il primo numero del giornale della Società, l'’’American Archivist’’, apparve nel 1938. Nel 1942, il presidente degli Stati Uniti Franklin D. Roosevelt fu eletto membro onorario della SAA per il suo impegno nell'archiviazione di documenti del governo federale, statale e locale. Al termine della Seconda Guerra Mondiale, l’SAA e altre società archivistiche internazionali diedero vita al Consiglio internazionale degli archivi e ad un archivio presso le Nazioni Unite. Il lavoro di alcuni comitati, come ad esempio quello sui registri delle chiese, college e università, fu utile per definire il ruolo della SAA nella controversia con l’con l'Associazione nazionale delle biblioteche statali. L’'American Library Associate e l’SAA istituirono un comitato congiunto incaricato di individuare le differenze fra le due associazioni.
Negli anni '70, la maggior parte dei membri della SAA era composta da archivisti di college e università, i quali risentirono dell'influenza dei movimenti più progressisti per la giustizia sociale, muovendo verso la ristrutturazione dell'organizzazione nel suo insieme, la democratizzazione delle elezioni e la ristrutturazione dei comitati. Si manifestò anche una tensione verso il miglioramento delle risorse professionali e degli standard di istruzione.
A partire dagli anni '60, vi era stato un vasto movimento di attivisti, con membri che si interessavano maggiormente alle questioni politiche e sociali. Tale fatto aveva costretto la SAA a prendere posizione su diverse questioni pubbliche di attualità inerenti alla professione di archivista. Alcuni storici sociali come Howard Zinn e Sam Bass Warner portarono le loro opinioni in seno alla riunione annuale dell'ASA del 1971, sfidando gli archivisti a riesaminare le policy e le assunzioni di fondo della propria attività.
Negli anni '80 la società si focalizzò sull’attività di divulgazione. Furono condotti studi sistematici per valutare chi fossero gli utenti degli archivi, in che modo li utilizzassero e per quale motivo. La lotta per la creazione di un'identità professionale proseguirono quando il dibattito iniziò a vertere sugli standard per i programmi di istruzione, sulla certificazione e sulla valutazione istituzionale. Una task force su obiettivi e priorità, creata nel 1982, mirava a modificare tali questioni, tentando di unificare l'organizzazione sotto un unico ombrello professionale.
Nuove sfide emersero anche a seguito della diffusione di Internet e delle tecnologie digitali. Nel 1993 la SAA avviò una collaborazione con la Library of Congress per lo sviluppo di una descrizione archivistica codificata. Nacque così EAD, una definizione del tipo di documento XML e uno standard per la codifica degli metadati di ricerca di archivi, che consente di renderli accessibili online. L’SAA offre anche la certificazione per gli specialisti in archivistica digitale, che consente alla professione di operare all'interno del panorama tecnologico emergente e di acquisire record digitali.
Nel novembre 2017, la SAA pubblicò un piano strategico triennale, che delineò gli obiettivi futuri in quattro macroaree: la tutela degli archivi e archivisti, il miglioramento della crescita professionale, il progresso delle attività sul campo e la soddisfazione delle esigenze dei membri.

## Sezione femminile
La Women Archivists Roundtable (WAR) ) monitora lo stato delle donne archiviste e promuove il coinvolgimento delle donne nella professione, in particolare al’interno della Society of American Archivists.
Sebbene molte donne avessero contribuito a plasmare la SAA, lo stato delle donne nella professione archivistica non ricevette molta attenzione fino agli anni '70. Nel 1972 l’associazione istituì il Comitato sulla condizione delle donne nella professione archivistica. La popolazione femminile complessiva dei membri era cresciuta, ma poche donne avevano avuto accesso a posizioni di vertice. Il comitato cercò di affrontare il problema della rappresentanza e di identificare le barriere e gli ostacoli per l'avanzamento delle donne.
Il Comitato condusse due indagini: una sugli archivisti e una sui direttori. Mediante questi sondaggi, il Comitato scoprì che, sebbene molte donne avessero un'istruzione e un'esperienza comparabili a quelle degli uomini, un numero limitato di esse aveva assunto posizioni amministrative.
In contemporanea alla creazione del comitato, ebbe luogo la fondazione del Women's Caucus che iniziò a pubblicare ‘’The SAA Women's Caucus Newsletter’’.
Nel 1998 il comitato fu ribattezzato Women's Professional Archival Issues Roundtable; nel 2000, Women Archivists Roundtable; e, nel 2017, Women Archivists Section (WArS),

### I sondaggi
Nel 2000 e nel 2001, il direttivo di WAR realizzò un'indagine per analizzare il rapporto tra le archiviste e la loro professione. L'indagine fu completata e pubblicata nell'agosto 2001, con un campione di 227 archiviste. Dal rapporto emerse che la maggior parte dei membri (77,1%) proveniva dall'est delle Montagne Rocciose e che quelle provenienti dal settore accademico erano personale professionale (69,6%) o archivista (53,2%), per una quota complessiva del 50.2%. La maggior parte di loro era in possesso di una laurea (97,2%), di una laurea magistrale (63,6%) e/o di una laurea magistrale in Biblioteconomia (54,3%). Il 73% era membro della SAA, mentre solo il 10% era membro del WAR. I supervisori erano per il 54,4% donne e solo il 24,1% dichiarò di non fare straordinari. E infine, «il 98,7% degli intervistati ha ritenuto che portare alla luce la storia delle donne continua a essere importante, ma solo il 77,1% si impegna collettivamente in tal senso e solo il 61,9% degli intervistati opera effettivamente con materiali relativi specificamente alle donne».
Sondaggi più recenti hanno indicato l'ascesa delle donne nelle professioni archivistiche, o addirittura una "femminizzazione" della professione. Eppure Wikipedia non dava evidenza di tale fenomeno. Nel 2016, la ricerca ha scoperto che su Wikipedia esistono solo 50 articoli dedicati a figure femminili di questa professione, rispetto a 260 voci dedicate ad archivisti di sesso maschile. E per quanto concerne gli archivisti americani, ne esistevano solo 15 per le donne contro 93 per gli uomini. Quindi, nel 2016 WARS ha ospitato un edit-a-Thon di Wikipedia ad Atlanta, e in remoto, al fine di incoraggiare le donne a contribuire al progetto e al fine di aumentare il numero di voci dedicato alle figure femminili.
Nel 2017 fu condotto un sondaggio su 1.717 dei 6.000 membri dell’SAA, pari al 25% del totale. Dell'insieme degli intervistati, l'87,7% erano bianchi e l'84,3% erano donne. Solo il 3,1% ha risposto affermando di essere afroamericano, mentre il 3,6% ha risposto di essere latinoamericano e il 3,2% ha affermato di essere bi o multirazziale. Più del 97% ha dichiarato di aver conseguito un master. Dal 1956, che aveva un'adesione del 33% di donne, la percentuale di appartenenza delle donne era cresciuta fino a superare l'82%.

## Pubblicazioni
L’SAA pubblica libri e i seguenti periodici:
- American Archivist: rivista accademica semestrale dell’associazione, sottoposta a revisione paritaria. Copre gli aspetti teorici e pratici della professione, le questioni culturali, legali, tecnologiche e sociali relative alla raccolta, alla conservazione e all'accesso a documenti e materiali d'archivio, pubblicando articoli di riviste, casi di studio e recensioni di prodotti.
- Archival Outlook: la newsletter dell’associazione. Iniziata negli anni '70, la newsletter viene pubblicata 6 volte l'anno e si concentra sulle migliori pratiche della professione, sulle preoccupazioni quotidiane dell'archivista e sulle novità nell’organizzazione aziendale.
- In the Loop: newsletter elettronica bisettimanale che offre aggiornamenti sulle attività e gli interessi della SAA.

## Premi e riconoscimenti
La più alta onorificenza è quella di ‘’fellow’’, un riconoscimento assegnato dal 1957. Il numero di fellow non può eccedere il 5% dei membri di un dato anno. Per qualificarsi per la nomina, un candidato deve soddisfare tutti i requisiti accademici e tecnici della professione, essere membro dell'organizzazione da almeno 7 anni e fornire contributi significativi e di alta qualità mediante le pubblicazioni accademiche, lo svolgimento di workshop e la partecipazione a ruoli direttivi dell'organizzazione o in altri ruoli amministrativi.
Nel 1974, alla morte di suor M. Claude Lane, la Society of Southwest Archivists istituì un premio in suo onore. Nel corso degli anni, iniziò ad essere assegnato dalla SAA, pur restando gestito, sponsorizzato e finanziato dalla Society of Southwest Archivists.
La SAA riconosce anche gli studenti laureati di colore interessati alla professione archivistica. Il premio è stato istituito per la prima volta nel 1993 e in seguito è stato intitolato ad Harold T. Pinkett.